# Teasdale (Utah)
Teasdale è un census-designated place (CDP) degli Stati Uniti d'America, situato nello Stato dello Utah, nella contea di Wayne. Secondo il censimento del 2020 gli abitanti di Teasdale ammontavano a 140.